# Alin Alexandru Firfirică
Alin Alexandru Firfirică (ur. 3 listopada 1995 w Timișoarze) – rumuński lekkoatleta specjalizujący się w rzucie dyskiem.
Złoty medalista młodzieżowych mistrzostw Europy z Tallinna (2015).
Złoty medalista mistrzostw Rumunii oraz reprezentant kraju w drużynowych mistrzostwach Europy i pucharze Europy w rzutach.
Rekord życiowy: 67,32 (14 września 2019, Chorzów).

## Osiągnięcia
| Rok  | Impreza                                  | Miejsce     | Pozycja           | Wynik |
| ---- | ---------------------------------------- | ----------- | ----------------- | ----- |
| 2013 | Mistrzostwa Europy juniorów              | Rieti       | el. – 24. miejsce | 48,62 |
| 2014 | Zimowy puchar Europy w rzutach           | Leiria      | 5. miejsce (U-23) | 56,06 |
| 2014 | Mistrzostwa świata juniorów              | Eugene      | el. – 13. miejsce | 58,23 |
| 2015 | Zimowy puchar Europy w rzutach           | Leiria      | 3. miejsce (U-23) | 56,42 |
| 2015 | I liga drużynowych mistrzostw Europy     | Heraklion   | 6. miejsce        | 58,02 |
| 2015 | Młodzieżowe mistrzostwa Europy           | Tallinn     | 1. miejsce        | 60,64 |
| 2016 | Puchar Europy w rzutach                  | Arad        | 2. miejsce (U-23) | 59,28 |
| 2017 | Puchar Europy w rzutach                  | Las Palmas  | 1. miejsce (U-23) | 59,62 |
| 2017 | I liga drużynowych mistrzostw Europy     | Vaasa       | 5. miejsce        | 55,97 |
| 2017 | Młodzieżowe mistrzostwa Europy           | Bydgoszcz   | 2. miejsce        | 60,17 |
| 2017 | Uniwersjada                              | Tajpej      | 2. miejsce        | 61,13 |
| 2018 | Puchar Europy w rzutach                  | Leiria      | 8. miejsce        | 61,27 |
| 2018 | Mistrzostwa Europy                       | Berlin      | 7. miejsce        | 63,73 |
| 2019 | Puchar Europy w rzutach                  | Šamorín     | 6. miejsce        | 61,02 |
| 2019 | Uniwersjada                              | Neapol      | 2. miejsce        | 63,74 |
| 2019 | I liga drużynowych mistrzostw Europy     | Sandnes     | 3. miejsce        | 62,50 |
| 2019 | Mistrzostwa świata                       | Doha        | 4. miejsce        | 66,46 |
| 2019 | Światowe wojskowe igrzyska sportowe      | Wuhan       | 1. miejsce        | 63,88 |
| 2021 | I liga drużynowych mistrzostw Europy     | Kluż-Napoka | 1. miejsce        | 62,38 |
| 2021 | Igrzyska olimpijskie                     | Tokio       | el. – 17. miejsce | 61,90 |
| 2022 | Puchar Europy w rzutach                  | Leiria      | 6. miejsce        | 60,57 |
| 2022 | Mistrzostwa świata                       | Eugene      | 7. miejsce        | 65,57 |
| 2022 | Mistrzostwa Europy                       | Monachium   | 7. miejsce        | 64,35 |
| 2023 | Puchar Europy w rzutach                  | Leiria      | 2. miejsce        | 63,78 |
| 2023 | II dywizja drużynowych mistrzostw Europy | Chorzów     | 5. miejsce        | 61,82 |
| 2023 | Igrzyska frankofońskie                   | Kinszasa    | 1. miejsce        | 64,39 |
| 2023 | Mistrzostwa świata                       | Budapeszt   | el. – 29. miejsce | 61,03 |
| 2024 | Puchar Europy w rzutach                  | Leiria      | 1. miejsce        | 66,07 |
| 2024 | Mistrzostwa Europy                       | Rzym        | el. – 14. miejsce | 61,72 |
| 2024 | Igrzyska olimpijskie                     | Paryż       | 11. miejsce       | 64,45 |
| 2025 | Puchar Europy w rzutach                  | Nikozja     | 4. miejsce        | 63,60 |
| 2025 | II dywizja drużynowych mistrzostw Europy | Maribor     | 3. miejsce        | 63,81 |